# 多瑙河畔萨尔
多瑙河畔萨尔是德国巴伐利亚州的一个市镇。总面积44.03平方公里，总人口5287人，其中男性2577人，女性2710人（2011年12月31日），人口密度120人/平方公里。